# Oreichthys crenuchoides
Oreichthys crenuchoides är en fiskart som beskrevs av Schäfer 2009. Oreichthys crenuchoides ingår i släktet Oreichthys och familjen karpfiskar. IUCN kategoriserar arten globalt som otillräckligt studerad. Inga underarter finns listade i Catalogue of Life.